# Kálmán Kertész
Kálmán Kertész, né le 2 janvier 1867 à Eperjes et mort le 28 décembre 1922 à Budapest, est un entomologiste et zoologiste hongrois spécialiste des diptères.

## Biographie
Diplômé en médecine en 1890 à l'Université de Budapest, il devient stagiaire de Tivadar Margó (hu) en zoologie et anatomie comparée. En 1894, il obtient un doctorat et devient professeur assistant.
Il entre en 1896 au Musée national hongrois dont il devient directeur du département de zoologie en 1912, poste qu'il occupera jusqu'à sa mort.
Auteur avec Mario Bezzi (1868-1927), Paul Stein (1852-1921) et Theodor Becker (1840-1928) d’un catalogue des diptères européens qui paraît de 1903 à 1917, il se spécialisa dans les diptères de l'Arctique.
De 1900 à 1912, il parcourt la Moravie, l'Allemagne, les Alpes en Italie et en France pour récolter de nombreux spécimens. Les 700 exemplaires collectés sont aujourd'hui conservés au Musée hongrois des sciences naturelles.
Il fut un des fondateurs en 1910 de la Société entomologique de Hongrie.

## Œuvres
On lui doit plus de 70 ouvrages dont :
- Budapest és környékének Rotatoria-faunája, 1894
- A légyről, 1897
- A világ bögölyféléinek jegyzéke, 1900
- Catalogus Tabanidarum orbis terrarum universi, 1900
- Catalogus Pipunculidarum usque ad finem anni 1900 descriptorum, 1901
- Catalogus Dipterorum hucusque descriptorum I–VII, 1902-1910
- Katalog der paläarktischen Dipteren, 1903
- A magyarországi szúnyogfélék rendszertani ismertetése, 1904
- Magyarország szárnyatlan és csökevényes szárnyú legyei, 1910
- A Pachygastrinák szemeinek származástani kapcsolata, 1916

## Distinctions
- Membre de l'Académie hongroise des sciences (1910)
- Quatre espèces de moustiques qu'il a découvert portent son nom.